# Partido Novo Progressista de Porto Rico
O Partido Novo Progressista (PNP) é um partido político de Porto Rico.
O partido defende a anexação da ilha com um estado federado dos Estados Unidos.
O presidente do partido e atual Governador de Porto Rico é Ricardo Rosselló. Jenniffer González é Comissário Residente de Porto Rico. 